# پ
پ（ペー）は、ペルシア文字の3番目の文字で、無声両唇破裂音 /p/ を表す。
アラビア文字に /p/ の音を表す字がないため、対応する有声音 /b/ を表す ب の点の数を増すことによって作られた文字である。
ペルシア文字だけでなく、アラビア語イラク方言のアラビア文字、ウルドゥー文字、オスマン語のアラビア文字、シンド語の文字など、さまざまな言語で使われる。

## p の音を表す他のアラビア・ペルシア系文字
ジャウィ文字では、ف の点を増やした ڤ (U+06A4) で p を表す。

## 符号位置
| 文字 | Unicode | JIS X 0213 | 文字参照        | 説明             |
| ---- | ------- | ---------- | --------------- | ---------------- |
| پ    | U+067E  | ‐          | &#x67E; &#1662; | ペルシア文字の p |